# إزورزن (تسريرت)
إزورزن هو دُوَّار يقع بجماعة تاسريرت، إقليم تيزنيت، جهة سوس ماسة في المملكة المغربية. ينتمي الدوّار لمشيخة تسريرت التي تضم 24 دوار. يقدر عدد سكانه بـ 108 نسمة حسب الإحصاء الرسمي للسكان والسكنى لسنة 2004.

## روابط خارجية
- البوابة الوطنية للجماعات الترابية
- المندوبية السامية للتخطيط